# Mladen Rubčić
Mladen Markus Wenzel Paul Rubčić (* 19. Oktober 1926 in Sarajevo; † 11. September 1994 in Hohenroth (Driedorf)) war ein deutscher Architekt und Hochschullehrer.

## Leben
Mladen Rubčić wurde in Sarajevo geboren und besuchte dort auch das Gymnasium. Von 1948 bis 1951 studierte er zunächst Kunstgeschichte an der Philosophischen Fakultät der Universität Zagreb. In der Tito-Zeit flüchtete er nach Italien. Dort wurde er in Venedig verhaftet und in ein Lager bei Neapel interniert. Als politischer Flüchtling anerkannt, nahm er an der Universität Neapel Federico II das Studium der Architektur auf. Ein Stipendium führte ihn für vier Semester an die Technische Hochschule von Madrid. Auf Grund eines weiteren Stipendiums kam er an die RWTH Aachen, wo er im Jahre 1957 seine Studien mit dem Diplom abschließen konnte. Von 1957 bis 1959 war er als Mitarbeiter im Architekturbüro Hans Schwippert in Düsseldorf tätig. Parallel dazu besaß er einen Lehrauftrag bei Anton Wendling, Lehrstuhl für Freihandzeichnen und Aquarellieren der RWTH Aachen. Ab 1959 betrieb er ein eigenes Architekturbüro. 1972 erhielt Mladen Rubčić den Ruf als Professor für Architektur und Gestaltung an die Fakultät für Architektur der Fachhochschule Köln. 1992 beendete er seine Lehrtätigkeit.
1955 heiratete er Waltrud (geb. Bick), mit der er zwei Töchter hatte.

## Bauten (Auswahl)

### Wohnbauten
- 1959–1961: (zus. mit Wolff-Metternich) Planung u. Ausführung von mehreren Wohnblocks in Köln-Junkersdorf
- 1963/64: Wohnsiedlung für einen Industriebetrieb in Velbert-Langenberg
- 1960–1970: Planung mehrerer Mehrfamilienhäuser in und um Köln

### Kirchen und Kapellen
- 1962–1964: Umbau und Neubau der Sakristei und Pfarrhaus St. Josef, Köln-Ehrenfeld
- 1964–1966: (zus. mit Wilhelm Schlombs) St. Adelheid in Niederhövels/Sieg
- 1965–1967: (zus. mit Wilhelm Schlombs) St. Michael in Uthweiler bei Oberpleis[2]
- 1967/68: Restaurierung der Kirche des Franziskanerklosters und Klostererweiterung in Marienthal bei Hamm (Sieg)
- 1968/69: (zus. mit Wilhelm Schlombs) Kapelle für die Heimstätte der Caritas in Rath (Düsseldorf)
- 1969/70: Kath. Kirche beim Kloster Ommerborn (Lindlar)
- 1969–1971: Kath. Kirche in Birk (Lohmar)
- 1969/70: Kath. Kirche in Stoßdorf bei Hennef (Sieg)
- 1970/71: Kath. Kirche St. Martin in Herchen-Altenherfen
- 1970–1972: Umbau des Klosters und Restaurierung der Kapelle des Klosters Ommerborn bei Lindlar[3]
- 1969–1972: Restaurierung der barocken St. Antonius-Kapelle in Herchen

### Sonstige Bauaufgaben
- 1967/68: Umbau und Neubau des Jugendheimes Marienthal bei Hamm (Sieg)
- 1970–1972: Planung der Bezirkssportanlage mit Sporthalle, Schwimmhalle etc. in Köln-Bocklemünd
- 1969–1972: Planung und Umbau des Jugendheimes in Köln-Ehrenfeld
- 1970–1972: Planung und Ausführung des Jugendheimes der Kath. Kirchengemeinde Herchen
- 1971/72: Planung und Umbau des Kölner Werkzentrums in Köln-Ehrenfeld
- 1970–1972: Planung des Kindergartens der Kath. Kirchengemeinde St. Josef in Köln-Ehrenfeld
- 1981/82: Restaurierung und Umbau der „alten Schule mit Betsaal“ in Hohenroth (Driedorf)

Außerdem gewann er u. a. in Zusammenarbeit mit Ernst Kasper zahlreiche architektonische Wettbewerbe, so z. B.: Bauwettbewerb Schulzentrum Bergisch Gladbach (1968), Bauwettbewerb Volks- und Sonderschule Köln-Flittard (1969), Bauwettbewerb der Gemeinde Hennef (1970) oder die Zweizügige Grundschule mit Turnhalle und Lehrschwimmbecken in Söven-Rott (1970).